# Barcelona en Comú

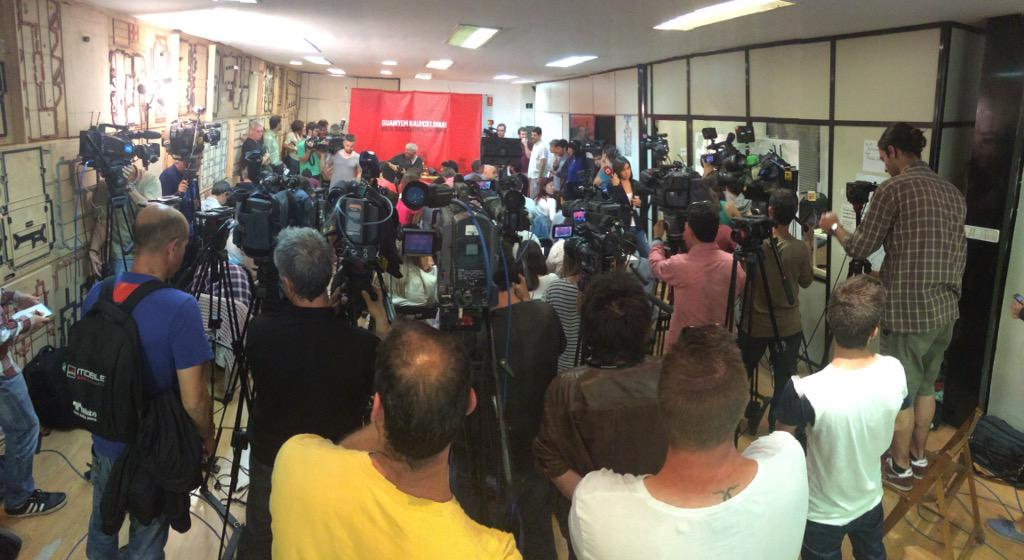
Conferència de premsa de Barcelona en Comú el dia de les eleccions locals de 2015

Barcelona en Comú, inicialment anomenada Guanyem Barcelona, és una plataforma ciutadana que va guanyar les eleccions municipals del 2015 a la ciutat de Barcelona. Una de les seves portaveus és Ada Colau, alcaldessa de Barcelona, activista i exportaveu de la Plataforma d'Afectats per la Hipoteca. En el seu manifest fundacional anuncia l'objectiu de «reapropiar-nos de les institucions per posar-les al servei de les persones i del benestar comú», i insta a impulsar des de Barcelona «la rebel·lió democràtica».

## Història
La plataforma es va fer pública sota el nom de «Guanyem Barcelona» el 26 de juny de 2014 a l'escola pública Collasso i Gil del barri del Raval de Barcelona, amb la presentació de l'activista Ada Colau, l'advocat Jaume Asens i el professor Joan Subirats. Després del seu naixement, va recollir 30 000 signatures de suport gairebé un mes abans del que s'havien marcat. Juntament amb Podem, van impulsar una querella contra la família Pujol Ferrusola. El 16 de setembre va organitzar un acte a les Cotxeres de Sants. Més de 1500 hi van participar per començar una candidatura a les eleccions municipals de l'any següent.
L'11 d'octubre de 2014 van tenir lloc unes jornades de confluència amb diverses forces polítiques per redactar un codi ètic consensuat per totes les parts: Iniciativa per Catalunya Verds, Esquerra Unida i Alternativa, Procés Constituent a Catalunya, Trobada Popular Municipalista, Podem, i Partit X. Al document que es va consensuar en aquelles jornades es van introduir esmenes ciutadanes i va ser finalment validat el 4 de desembre de 2014.
El 17 de desembre, Guanyem Barcelona va denunciar la usurpació de la marca per part de Julià de Fabián, que havia registrat el nom dos dies abans que la formació. El 10 de febrer es va anunciar l'acord final per a la confluència amb els següents actors polítics: Iniciativa per Catalunya Verds, Esquerra Unida i Alternativa, Procés Constituent a Catalunya, Equo i Podem; i Guanyem va anunciar el canvi de nom de la candidatura per Barcelona en Comú, amb el qual es va presentar a les eleccions municipals del 24 de maig de 2015; i les va guanyar amb la diferència d'un escó respecte a CiU. El 18 de febrer de 2015, el Secretari General de Podem Barcelona, Marc Bertomeu, va assegurar que un eventual equip de govern municipal integrat per membres de Barcelona en Comú dimitiria en cas d'incomplir el programa electoral.
Des del seu llançament, el moviment «Guanyem» es va establir també en altres ciutats com Terrassa, l'Hospitalet de Llobregat, Madrid, Màlaga i Sevilla. Cap d'aquestes altres plataformes es van afiliar oficialment amb Guanyem Barcelona, si bé Guanyem Barcelona va editar una «Guia útil per a la creació d'un Guanyem», que detallava els principis polítics i d'organització bàsics que havia de seguir qualsevol plataforma ciutadana que volgués adoptar el seu nom.
El 24 de maig de 2015, Barcelona en Comú va guanyar les eleccions municipals del maig de 2015 a l'Ajuntament de Barcelona amb 176.612 vots (25,11%) i 11 regidors, encapçalant una llista conformada per Guanyem, ICV-EUiA, Equo, Procés Constituent i Podem. Xavier Trias, que havia quedat amb deu regidors, va declarar que acceptaria la llista més votada i que no intentaria pactar per aconseguir l'alcaldia, fet que convertiria Colau en la primera alcaldessa de la ciutat de Barcelona, governant en coalició amb el Partit dels Socialistes de Catalunya
En les eleccions generals espanyoles de 2015 i de 2016, Barcelona en Comú va formar part de la coalició En Comú Podem. El 2017 va participar en la constitució de Catalunya en Comú.
El novembre de 2017 va trencar el pacte de govern a Barcelona pel recolzament dels socialistes a l'aplicació de l'article 155 de la Constitució espanyola després de la declaració d'Independència de Catalunya.
Després de quatre anys a l'Ajuntament de Barcelona, Ada Colau va repetir com a candidata a les eleccions municipals de 2019, i baixant fins als 156.157 vots (20,71%) i 10 regidors va quedar com a segona força darrera Esquerra Republicana de Catalunya, però va revalidar l'alcaldia amb un pacte de govern amb el PSC i el suport extern de tres regidors de Barcelona pel canvi, entre ells Manuel Valls.
El codi ètic de la formació preveu que els càrrecs només poden durar dos mandats, tanmateix Colau va optar a un tercer mandat, però a les Eleccions municipals de 2023 a Barcelona es va tornar a presentar i va seguir baixant en recolzament popular quedar tercera amb 131.594 vots (19,77%) i 9 regidors, perdent tota opció a mantenir l'alcaldia, i la seva formació i el Partit Popular van votar a favor de Jaume Collboni i Cuadrado perquè no governés Xavier Trias, cadascun per motius diferents.